# Rudolf Dörrier

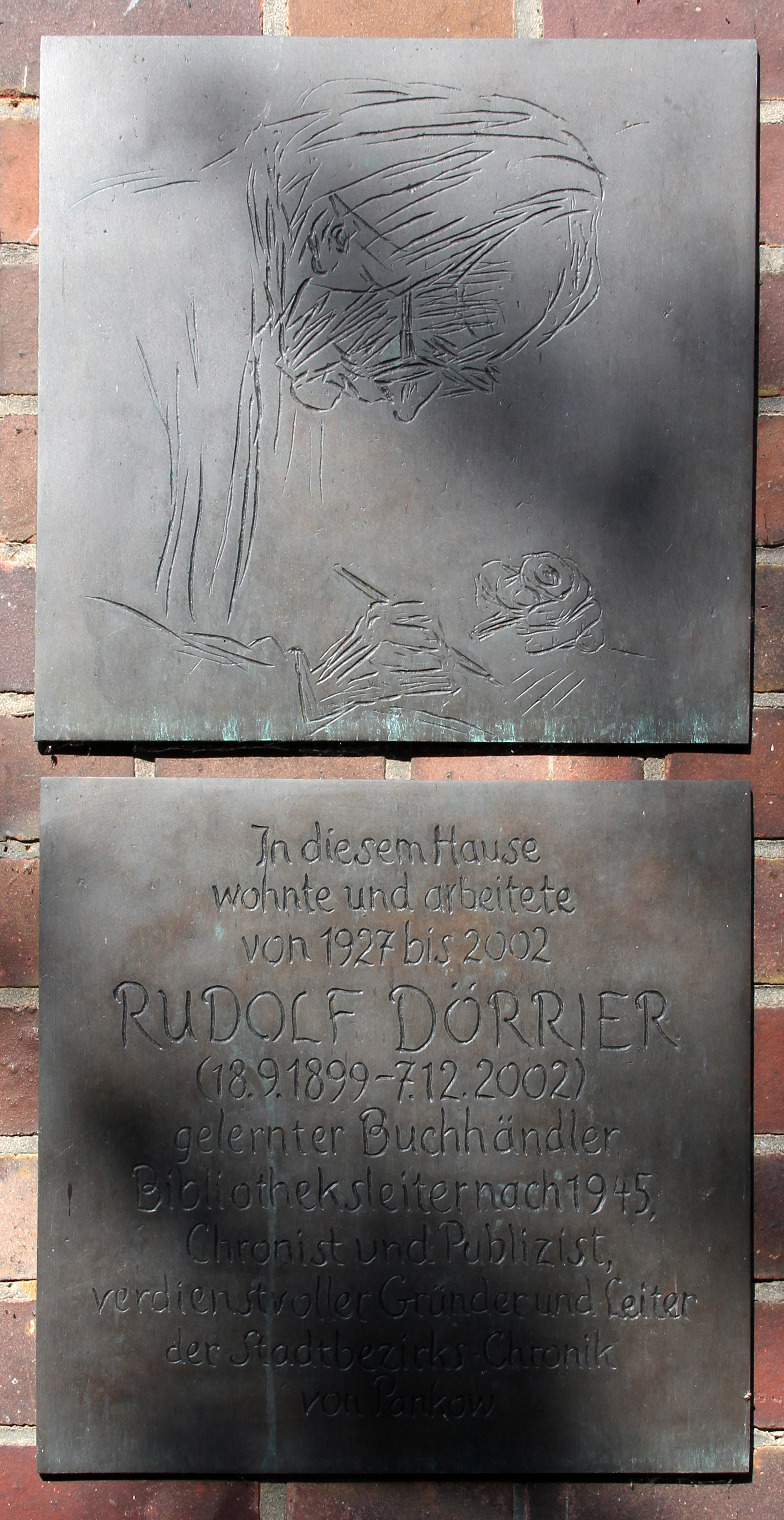
Gedenktafel für Rudolf Dörrier in Berlin-Pankow, Künstler: Manfred Butzmann

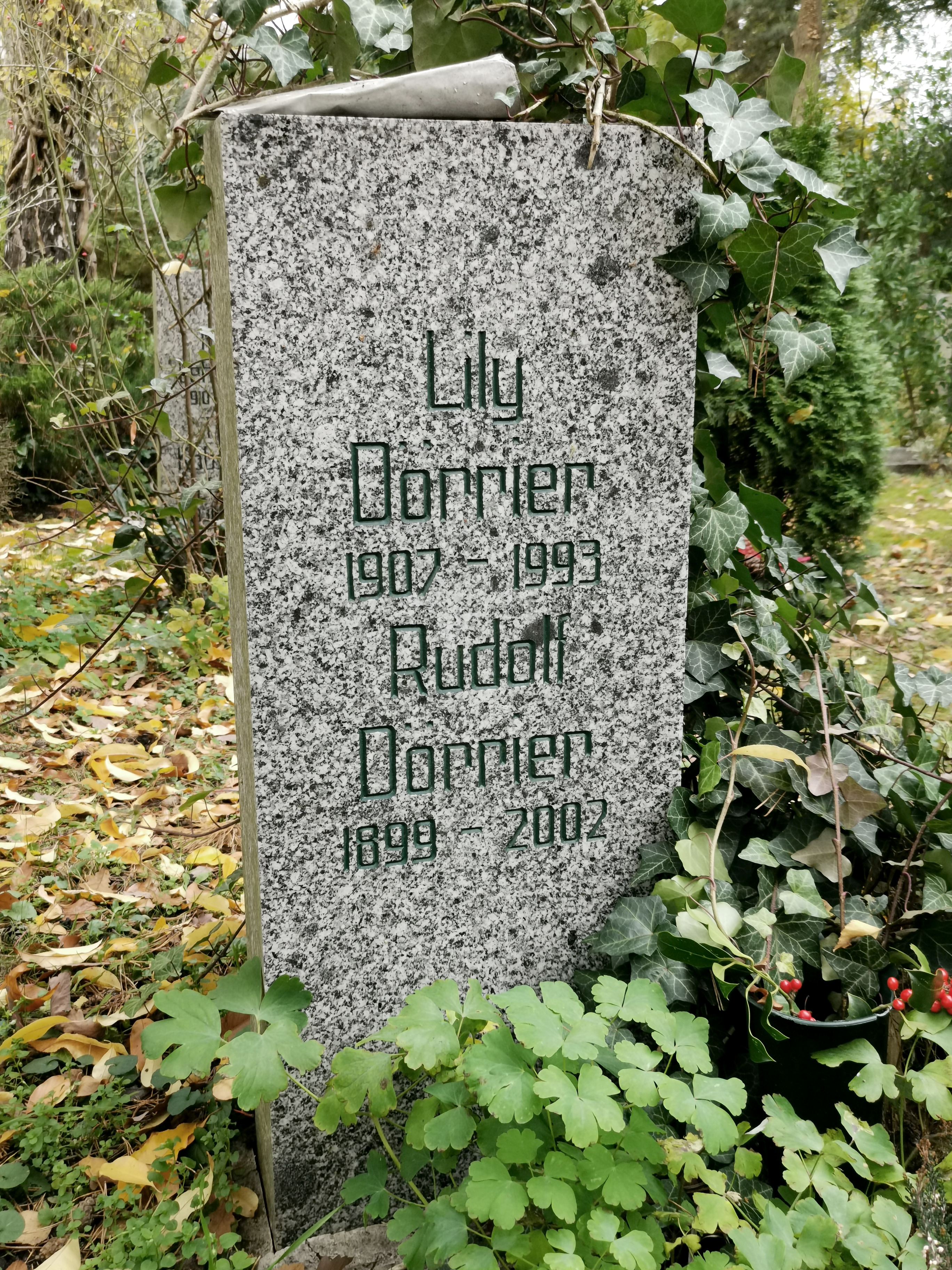
Grab auf dem Friedhof Pankow III, Abt. 36 U - 330

Rudolf Dörrier (* 18. September 1899 in Braunschweig; † 7. Dezember 2002 in Berlin-Pankow) war ein deutscher Historiker und Publizist. Er war Gründer und Leiter der Stadtbezirks-Chronik von Pankow.
Im Ersten Weltkrieg war Dörrier von 1917 bis 1918 Soldat und danach bis zum 6. Oktober 1919 in britischer Kriegsgefangenschaft. 1927 zog er nach Berlin-Pankow.
1930 heiratete er in Berlin Lily Wassmundt, eine Jüdin. Lily Dörrier, deren Eltern im Holocaust ermordet wurden, starb am 2. Januar 1993 in Berlin-Pankow. Das Ehepaar Dörrier bekam 1933 eine Tochter, Vera Dörrier, später Breitwieser. Ebenso wie ihre Mutter überlebte sie den nationalsozialistischen Völkermord.
Rudolf Dörrier war in der DDR Mitglied der SED.
2004 wurde eine Berliner Grundschule nach Dörrier, der stets als Antifaschist auftrat, benannt. Aufgrund seiner 2017 bekannt gewordenen Mitgliedschaft in der Waffen-SS und seiner Tätigkeit als SS-Unterscharführer in der Wachmannschaft des Konzentrationslagers Sachsenhausen entstand um diese Benennung eine intensive Diskussion. Der Historiker Harry Waibel hatte im Zusammenhang mit einem Buchprojekt über ehemalige Nationalsozialisten in der DDR zu Dörrier geforscht. Der Name der Schule wurde in „Grundschule in Rosenthal“ geändert.
Das Museum Pankow kündigte für den 19. Mai bis 20. November 2022 am Standort Heynstraße die Sonderausstellung Verdienter Bürger oder NS-Täter? Die Lebensgeschichte des Chronisten Rudolf Dörrier an.

## Auszeichnungen
- Johannes-R.-Becher-Medaille in Gold[5]
- 2000 Bundesverdienstkreuz am Bande[6]